# Jörg Immendorff
Jörg Immendorff né le 14 juin 1945 à Bleckede (Allemagne) et mort le 28 mai 2007 à Düsseldorf est un peintre et sculpteur allemand.

## Biographie

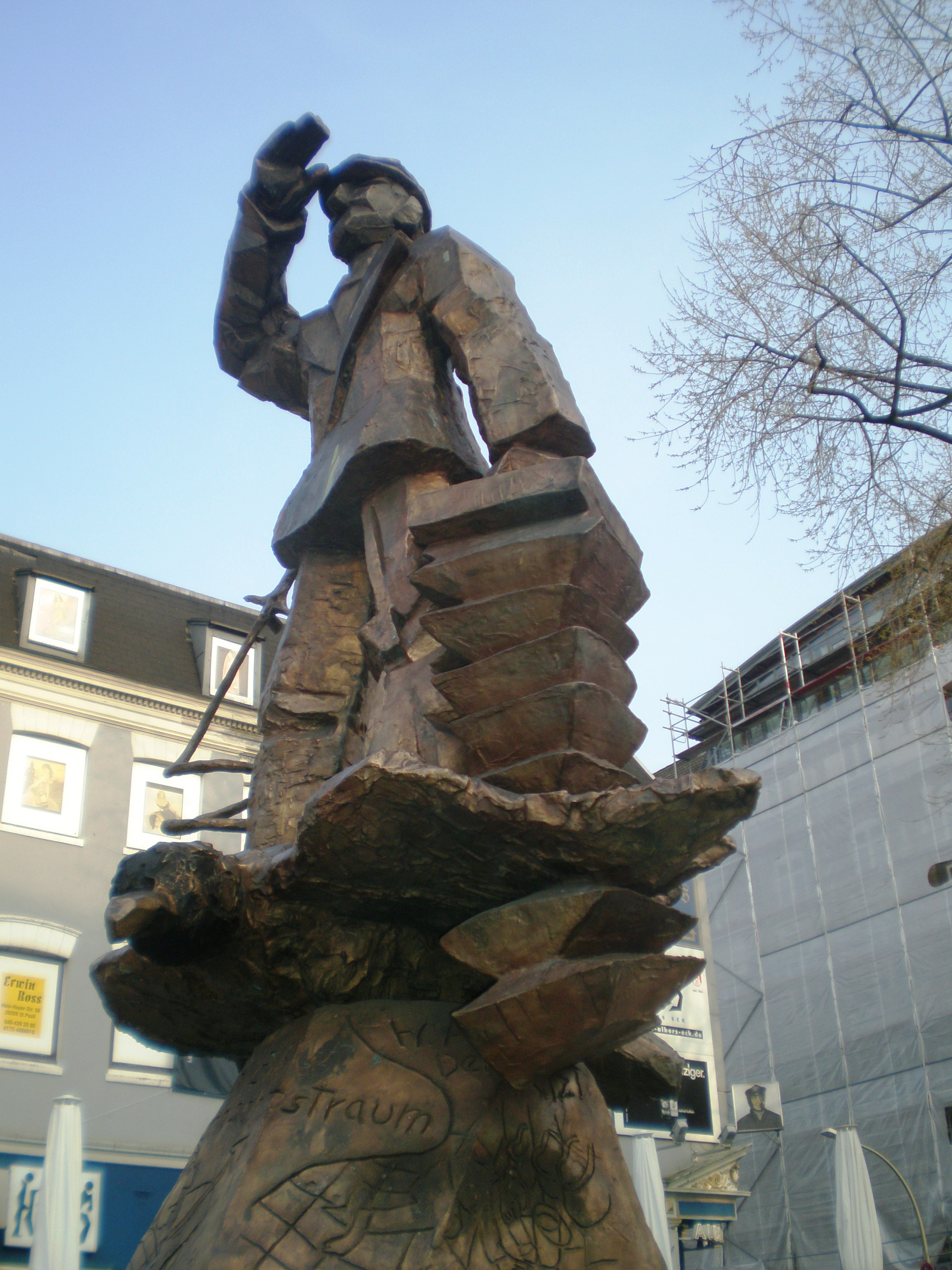
Monument à Hans Albers (1986), Hambourg.

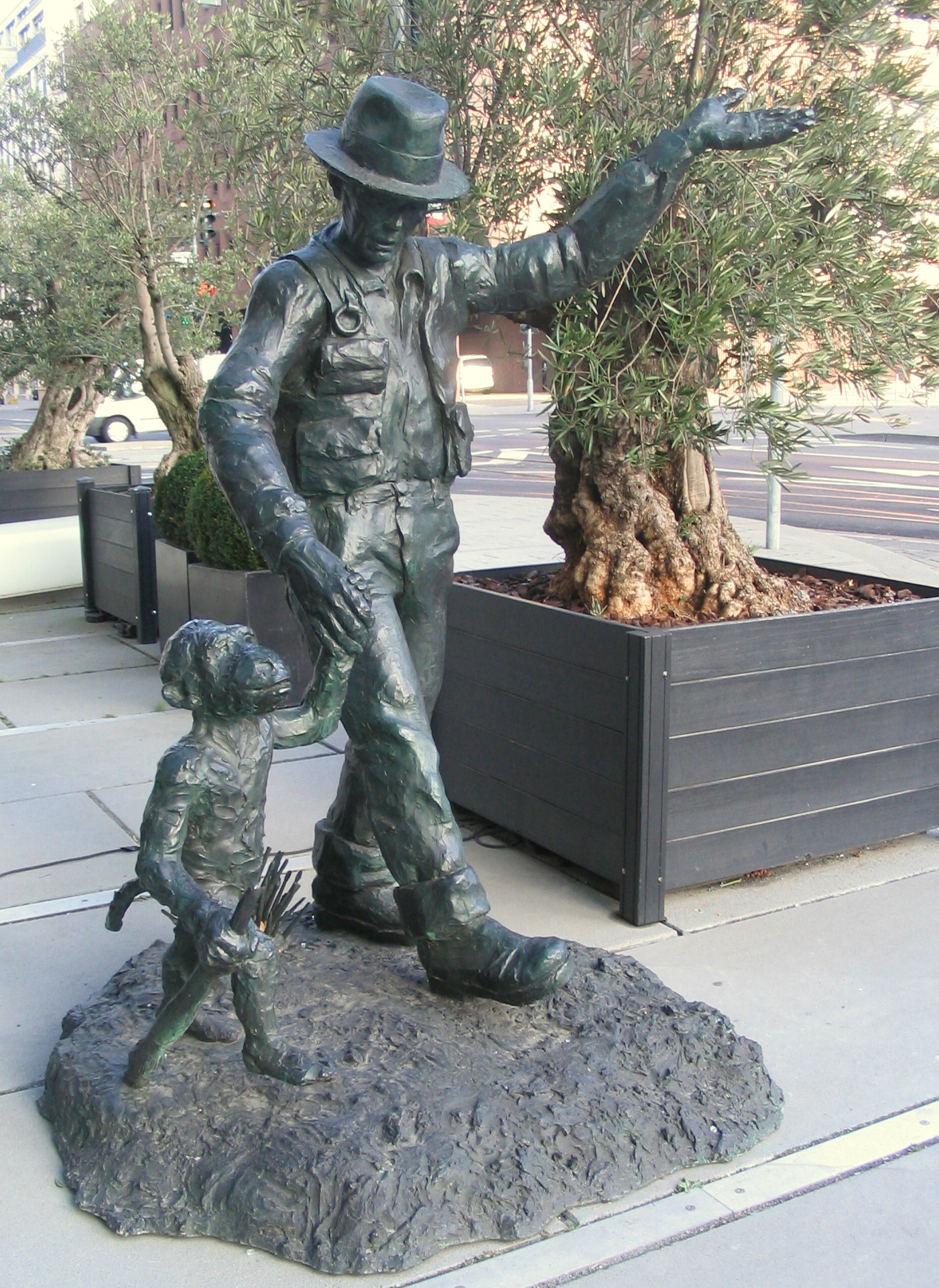
Affenplastik (2002), Düsseldorf.
L'artiste Joseph Beuys tient la main du singe.

D'abord instituteur, Jörg Immendorff s'initie à l'art du paysage dans les années 1960 avec Teo Otto (en). Il étudie ensuite à l'Académie des beaux-arts de Düsseldorf de 1963 à 1964 et devient élève de Joseph Beuys.
Il rêve de devenir célèbre et de « faire quelque chose de nouveau ». En 1968, il crée le mouvement Lidl (mot allemand qui décrit le son d’un hochet de bébé[réf. nécessaire], moyen de communication avant la maîtrise du langage). Ce concept englobe toutes sortes d’activités de groupe : « Lidl académie », « Lidl espace », « Lidl sport », « Lidl théâtre ». Par son art engagé, Immendoff vise à une transformation sociale.
Au début des années 1970, engagé dans un mouvement maoïste, il se tourne vers la peinture militante et s'engage contre la guerre du Viêt Nam. Il fait partie des premiers groupes écologistes.
À partir de 1976, il recentre son œuvre sur l'histoire de l'Allemagne, notamment la question de la division des deux Allemagnes, à travers le thème sans cesse présent de la Naht, mot allemand signifiant couture ou soudure. Il crée avec le peintre est-allemand A. R. Penck l'Alliance d'action RFA-RDA. Entre 1977 et 1983, il peint une série de tableaux intitulée « Café Deutschland », inspiré d'un tableau de Renato Guttuso Antico Caffè Greco que le musée Ludwig de Cologne avait acquis en 1977 quelques mois après sa réalisation. Il est à ce moment-là une sorte de visionnaire de l'unité allemande. Son travail reflète également sa réflexion sur le rôle de plus en plus réduit de l'art dans la transformation sociale. 
Immendorff a créé aussi plusieurs décors, notamment deux pour le festival de Salzbourg, ainsi que pour les opéras Elektra de Richard Strauss et La Carrière d'un libertin (A Rake's Progress) d'Igor Stravinsky. Cette dernière œuvre lui a aussi inspiré une série de peintures dans lesquelles il s'est représenté en serpent.
Dans les années 1980, sa peinture devient plus symbolique et allégorique et revisite l'histoire de l'art du XXe siècle. Entre 1987 et 1992, il peint ainsi une nouvelle série autour du Café de Flore. En 1985, il est invité à exposer à la Biennale de Paris.
En  1984, il ouvre un bar, La Paloma, dans le quartier de Sankt-Pauli à Hambourg en Allemagne, près de la rue Reeperbahn. Il y installe une sculpture monumentale en bronze d'Hans Albers. Il participe aussi au décor du parc d'attraction avant-gardiste Luna, Luna d'André F. Heller en  1987. 
Immendorf a créé de nombreuses sculptures. Une de ses réalisations les plus spectaculaires est une sculpture en fer d'une hauteur de  25 mètres qui a la forme d'un tronc d'un chêne. Cette œuvre est située à Riesa en Saxe en Allemagne. 
En 1996, il devient professeur à l'académie de Düsseldorf, dont il est issu.

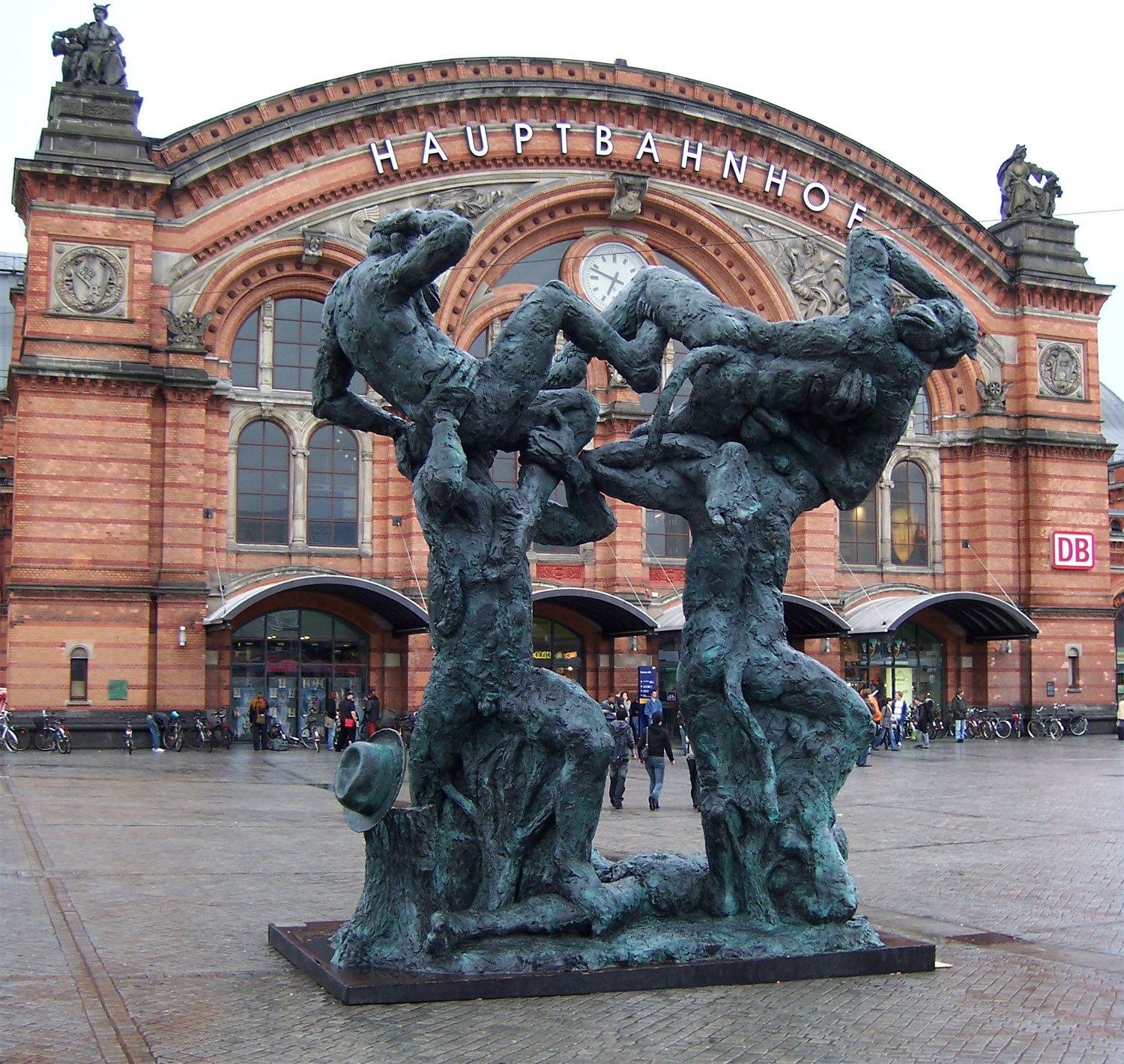
Affentor I (2007), Brême.

En  1997, il gagne le prix MARCO (Museo de Arte Contemporáneo de Monterrey), prix artistique le mieux doté du monde, attribué par le musée d'Art contemporain de Monterrey au Mexique. L'année suivante, il reçoit l'ordre du Mérite de la République fédérale d'Allemagne (Bundesverdienstkreuz).
Jörg Immendorf était un ami et le peintre favori de l'ancien chancelier allemand Gerhard Schröder qui l'avait choisi pour peindre son portrait officiel pour la chancellerie fédérale (Bundeskanzlerleramt). Le portrait, terminé par les assistants d'Immendorf, a été révélé au public en janvier 2007. L'œuvre a un caractère subversif, montrant l'ancien chancelier arborant un visage sévère et plein de bravoure telle une icône, avec les couleurs du drapeau allemand, entouré de petits singes — animaux souvent présents dans les œuvres d'Immendorf. Les singes servaient de point d'appui pour développer une interprétation ironique sur le pouvoir direct des artistes sur les structures sociales, politiques et économiques.
En 2006, Immendorff a sélectionné 25 de ses peintures pour illustrer la Bible. Dans l'avertissement au lecteur, il a expliqué sa croyance en Dieu.
Il meurt en 2007 de la maladie de Charcot.

### Vie privée
Immendorff a été marié à la fin de sa vie avec son ancienne élève l'artiste d'origine bulgare Oda Jaune. Ils ont une fille.

## Œuvre
Les toiles très colorées d'Immendorff le rattachent au courant néo-expressionniste allemand, appelé aussi les Nouveaux Fauves, qui rassemble des artistes issus de l'Académie des beaux-arts de Düsseldorf, tels Albert Oehlen ou Martin Kippenberger.

### Cote
Café de Flore (1991), mesurant un mètre de côté, a été vendu pour 62 000 euros à Cologne.

### Source
- (en) Cet article est partiellement ou en totalité issu de l’article de Wikipédia en anglais intitulé « Jörg Immendorff » (voir la liste des auteurs).